# Catalpa bignonioides
La Catalpa bignonioides, la catalpa común, es un árbol de fronda, oriundo del sudeste de EE. UU. en Alabama, Florida, Georgia, Luisiana y Misisipi. También es llamada árbol Indio.

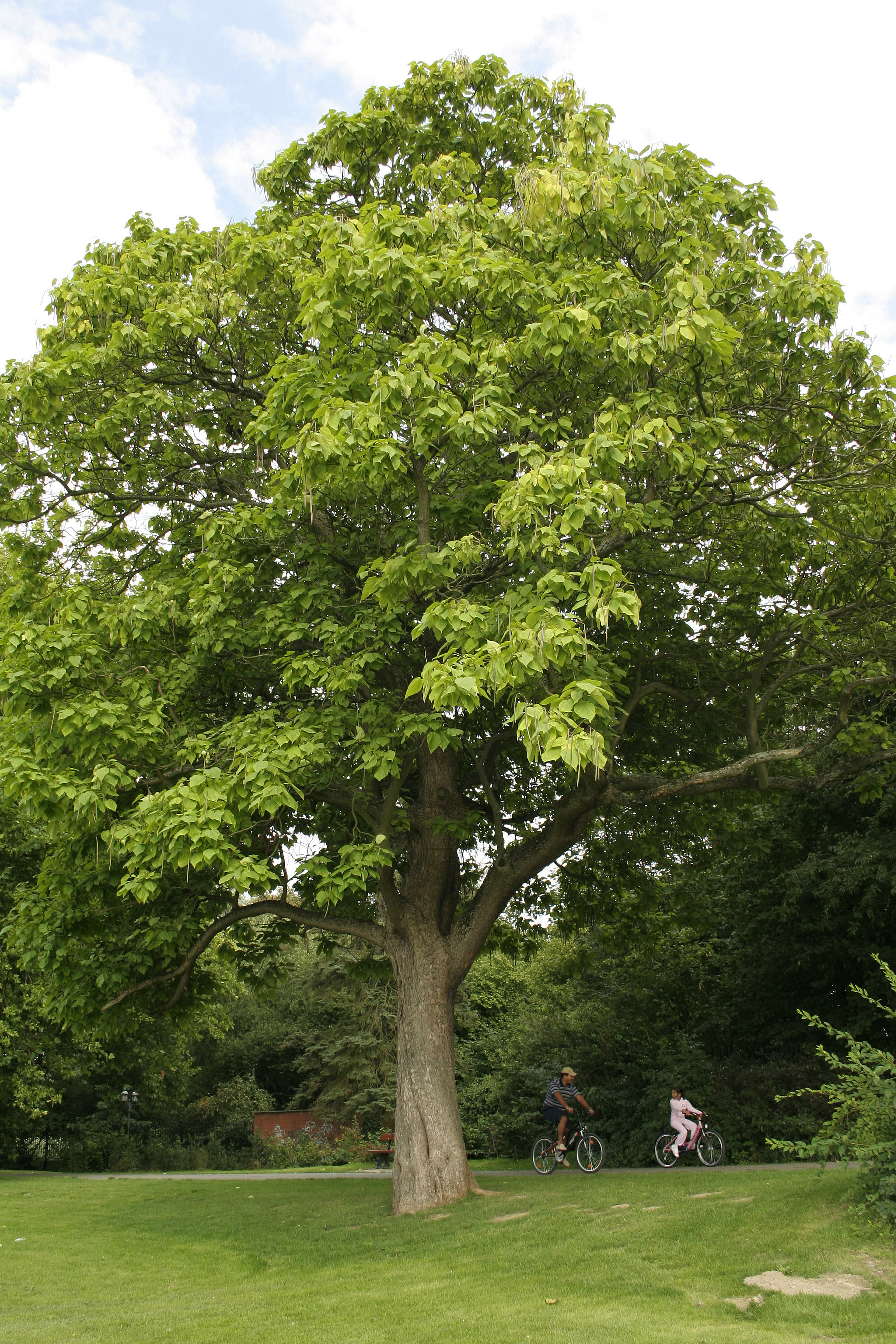
Vista general.

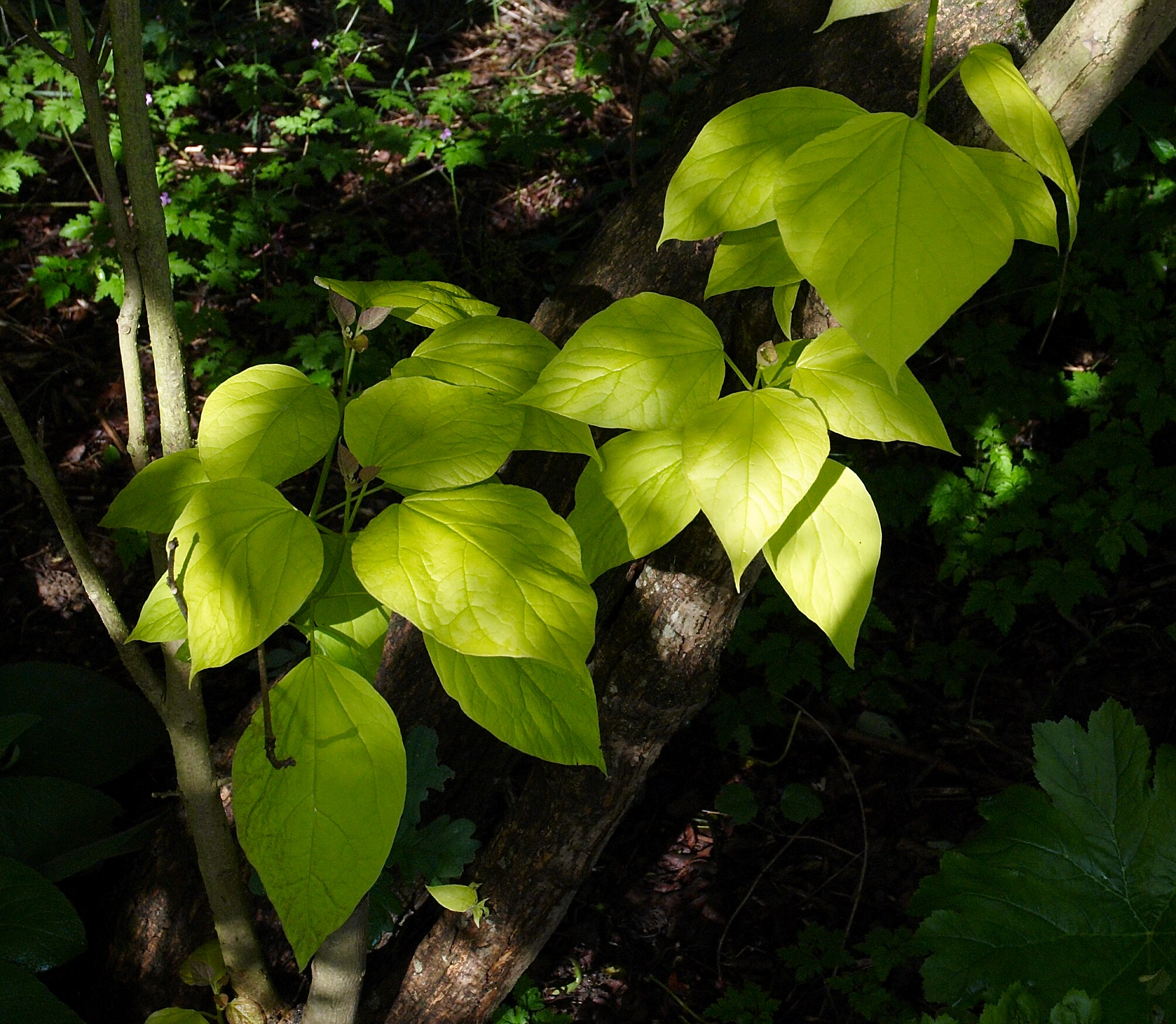
Hojas.

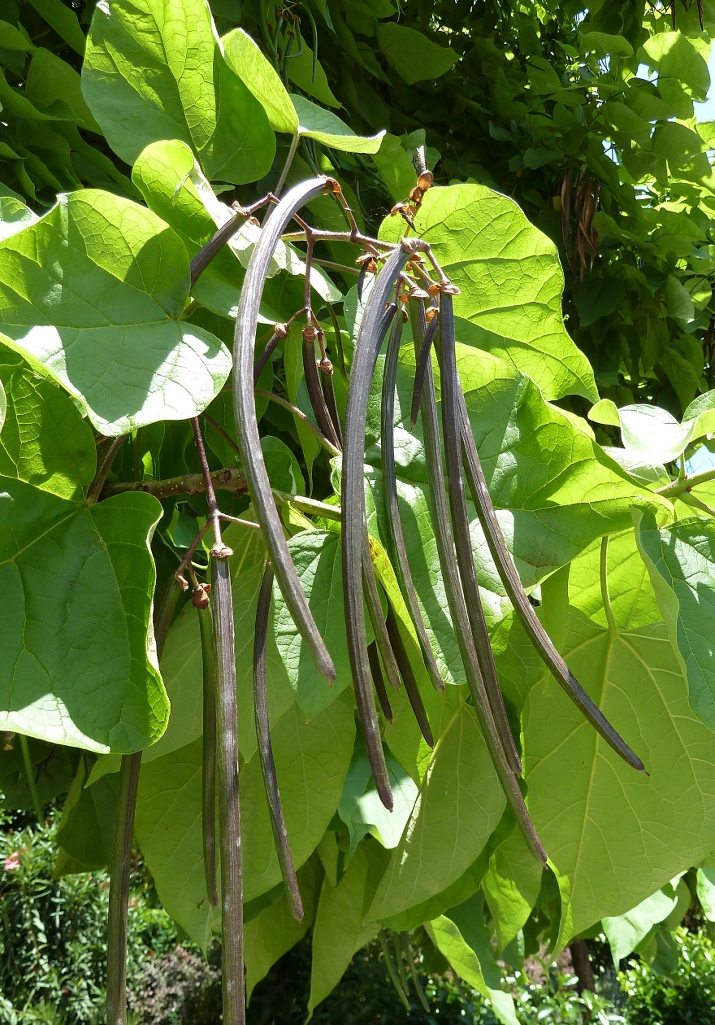
Frutos todavía inmaduros.

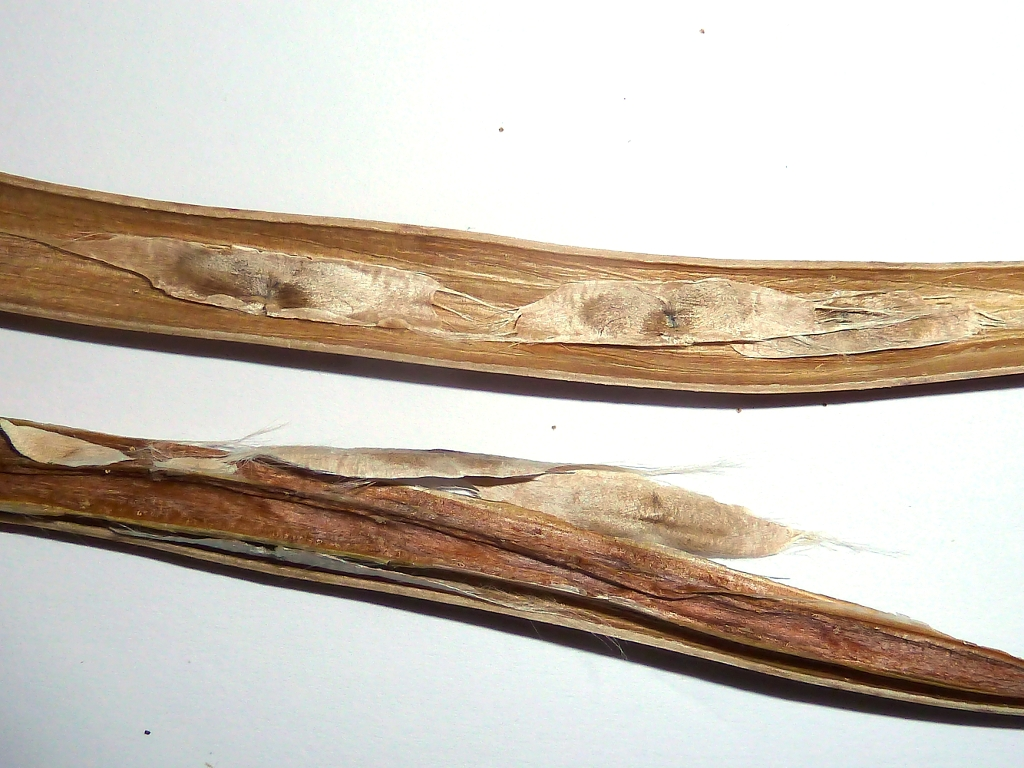
Cápsula abierta con semillas aladas in situ.

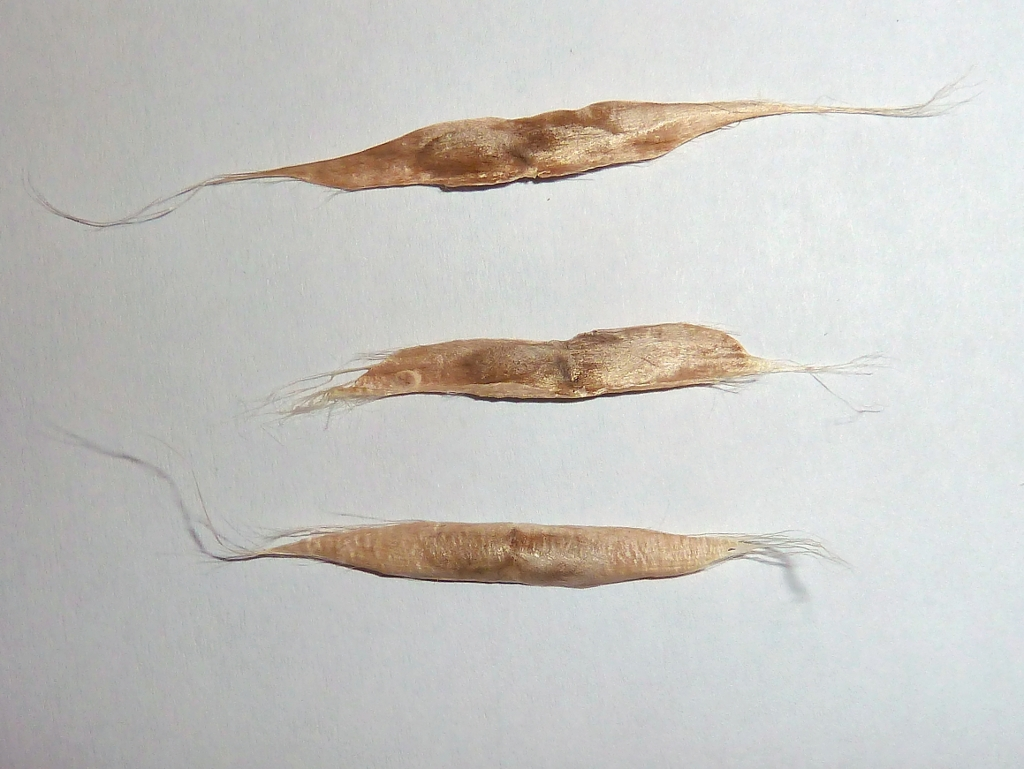
Semillas aladas sueltas.

## Descripción
Se trata de un árbol de hasta 15 m de altura y tronco gris-pardo que puede llegar a tener 1m de diámetro, caducifolio, de hojas de hasta 20-30 por 15-20 cm, simples, opuestas o verticiladas, anchamente ovadas, cordiformes, de margen entero o dentado, acuminadas, glabras por la haz y tomentosas por el envés, largamente pecioladas; tienen inconspicuas glándulas nectariferas en las axilas de sus venas primarias. Flores en panícula terminal, con cáliz bilabiado, hendido hasta casi la base, de color verde o purpureaceo y corola campanulada bilabiada, con el tubo inflado y 5 lóbulos irregulares de color blanco-rosado con manchas puntuales y/o lineales purpúreas y amarillas. Tiene 2 estambres fértiles introrsos, insertados en la base del tubo corolino y 3 estaminodios. El ovario es bilocular, de estilo largo y estigma bilobulado; contiene muchos óvulos. El fruto es una cápsula, péndula, recta a ligeramente curvada, de sub-cilíndrica a elipsoide -con las suturas de dehiscencia en los 2 extremos distales-, de 15-50 cm de largo y de ancho centimétrico; es más o menos asurcada longitudinalmente, de color verde y luego pardo al madurar, en forma de vaina, de dehiscencia loculicida perpendicular al tabique (duro, rígido y arrugado longitudinalmente muy irregularmente) de separación de los lóculos, con numerosas semillas (algo más de una por centímetro de largo de la cápsula), sin endosperma, largamente aladas lateralmente y con mechones de pelos en ambos extremos de dichas alas; miden unos 2,5-4 cm y tienen color beich dorado-satinado.

### Cultivo y usos
Se la usa mucho como ornamental, tanto en pies aislados como cercando paseos, encontrándola con frecuencia en la mitad Sur de España. Prefiere suelo húmedo y pleno sol. A pesar de su origen sureño de EE. UU., es apto y crece en todo ese país y el sur de Canadá, y se ha naturalizado en todo el mundo. Es una especie que resiste bien la polución. Además de poder ponerla en jardines públicos.
La madera es muy buena y dura, por lo que se la trabaja no fácilmente; muy usada para postes y traviesas de F. C..

## Propiedades
Todas las partes de esta planta son venenosas, habiéndose comprobado la presencia, entre otros compuestos, de iridioides Catalpol y Catalposina y los flavonoides Luteolina y Bignonósido. Aun con esto, en la medicina tradicional de los pueblos en los que se desarrolla, se atribuyen a esta planta propiedades eméticas, laxantes, diuréticas, analgésicas y sedantes, utilizándose para el tratamiento de abrasiones y problemas dérmicos y el tratamiento del asma y la tos.

## Taxonomía
La especie fue descrita por Thomas Walter y publicada en Flora Caroliniana, secundum, 64, en 1788; es un sinónimo que substituye al taxón descrito por Carlos Linneo, en Species Plantarum, vol. 2, p. 622, en 1753 bajo el nombre de Bignonia catalpa
Etimología
Ver: Catalpa' bignonioides: epíteto latino compuesto que significa "similar a Bignonia.
Sinonimia
- Bignonia catalpa L. - basiónimo
- Bignonia spectabilis Salisb.
- Catalpa arborea Baill.
- Catalpa bignonioides f. aurea Bureau
- Catalpa bignonioides f. koehnei (Hesse) Dode
- Catalpa bignonioides f. nana Bureau
- Catalpa bignonioides f. pulverulenta Bean
- Catalpa bignonioides f. rehderi Paclt
- Catalpa bignonioides f. variegata Bureau
- Catalpa catalpa (L.) H.Karst. nom. inval.
- Catalpa communis Dum.Cours.
- Catalpa cordifolia Moench
- Catalpa syringifolia Sims
- Catalpa syringifolia var. koehnei Hesse
- Catalpa ternifolia Cav.
- Catalpa umbraculifera Ugolini
- Catalpium amena Raf.[8][9]